# Ion Mihai Pacepa
Ion Mihai Pacepa (n. 28 octombrie 1928, București, România – d. 14 februarie 2021, New Jersey, SUA) a fost un general în Securitate și jurnalist român. A fost secretar de stat al Ministerului de Interne al României, șef adjunct al Departamentului de Informații Externe (spionaj) al României comuniste și consilier personal al lui Nicolae Ceaușescu. În anul 1978, a cerut azil politic în Statele Unite ale Americii, unde a lucrat pentru comunitatea de informații a SUA în diferite operații împotriva fostului bloc sovietic. Guvernul american a descris activitatea lui Pacepa ca "o importantă și unică contribuție adusă Statelor Unite". Pacepa a devenit ulterior cetățean american, trăindu-și restul vieții în SUA.
Concluzia raportului Comisiei Prezidențiale pentru Analiza Dictaturii Comuniste din România (pagina 628), aprobat de Președintele României și publicat la 18 decembrie 2006, subliniază “rolul excepțional jucat în demascarea naturii criminale a regimului și a Securității" de generalul Pacepa. Potrivit acestui raport, el "a contribuit la degradarea dramatică a imaginii lui Ceaușescu". Informațiile oferite de Pacepa au fost de asemenea un important revelator al caracterului criminal al dictaturii în influente cercuri politice și de media din Vest. Securitatea și moștenitorii săi nu i-au iertat vreodată lui I. M. Pacepa acest act de trădare". 

## Biografie
Ion M. Pacepa s-a născut în data de 28 octombrie 1928, la București, Regatul României. Tatăl său, de meserie tinichigiu auto, de origine cehă, a fost exclus din partid pentru atitudine nejustă față de muncitori. Mama sa era casnică. 
Pacepa și-a făcut studiile la Facultatea de Chimie Industrială din București, dar a fost încadrat în Securitate (Direcția a II-a de Contrainformații Economice) cu câteva luni înainte de absolvire. El și-a luat diploma de inginer patru ani mai târziu.
Între 1956 și 1960 a fost șef adjunct al Misiunii Române în RFG și șef al rezidenței de spionaj a României din acea țară. În aprilie 1966, colonelul Pacepa este numit în funcția de adjunct al șefului Direcției de Informații Externe (DIE), deținând această funcție până în aprilie 1972. Este avansat apoi la gradul de general maior (1967). În cadrul DIE a purtat numele conspirativ Mihai Podeanu.
În perioada 19 aprilie 1972 - 24 iulie 1978, Pacepa a fost consilierul lui Ceaușescu pentru securitate națională și dezvoltare tehnologică, prim-adjunct al șefului Departamentului de Informații Externe (DIE) și secretar de stat la Consiliul Securității Statului (în cadrul Ministerului de Interne). Ulterior promovării sale în funcția de secretar de stat, a fost înaintat la gradul de general-locotenent (cu 2 stele) la 19 august 1974.
În iulie 1978, Pacepa a fost trimis de Ceaușescu în RFG pentru a transmite un mesaj secret Cancelarului german Helmut Schmidt, și acolo a cerut azil politic în SUA prin intermediul ambasadei americane din Bonn. Cererea sa de azil a fost aprobată de președintele Jimmy Carter. La 28 iulie 1978 generalul Pacepa a fost transportat în secret cu un avion militar american la aeroportul prezidențial de la Andrews Air Force Base de lângă Washington, D.C..
În septembrie 1978, regimul comunist al lui Nicolae Ceaușescu i-a dat două condamnări la moarte, în contumacie, pentru crimă de înaltă trădare și a pus un premiu de două milioane de dolari pe capul său. Yasser Arafat și Muamar al-Gaddafi au pus, de asemenea, câte un premiu de un milion de dolari pentru asasinarea generalului în SUA. În anii 1980, Securitatea a oferit teroristului Ilici Ramirez Sanchez zis Carlos Șacalul, un milion de dolari pentru a-l omorî pe general în SUA. Șacalul nu l-a putut însă identifica pe Pacepa, dar la 21 februarie 1981 el a aruncat în aer o parte a sediului postului de radio Europa Liberă din München, care transmitea dezvăluirile generalului.
În 1987, Pacepa a publicat Red Horizons: Chronicles of a Communist Spy Chief, prima carte occidentală care a dezvăluit viața deșănțată de la curtea unui dictator comunist. Red Horizons a fost tradusă în românește ca: Orizonturi roșii: Cronicile unui spion comunist și a fost publicată în SUA de unde a fost trimisă ilegal în România. Cartea a fost, de asemenea, tradusă în limba maghiară, și în 1988 ea a fost publicată clandestin la Budapesta într-o ediție de buzunar—similară cu cea a cărților lul Mao Tse-Dun. În 1988, și apoi în  1989, Red Horizons a fost serializată la Europa Liberă. Potrivit martorilor oculari, străzile Bucureștiului erau goale în timpul acestor emisiuni. 
La 25 decembrie 1989, Ceaușescu a fost condamnat la moarte în cadrul unui proces în care acuzațiile împotriva sa au provenit, aproape cuvânt-cu-cuvânt, din Red Horizons. A doua zi, noul ziar guvernamental Adevărul, care înlocuise Scânteia, a început să serializeze Red Horizons cu mențiunea că ea "a jucat un rol incontestabil in răsturnarea lui Ceaușescu" (potrivit textului de pe coperta celei de a doua ediții a cărții, apărută în 1990). Ulterior, Red Horizons a fost republicată în 27 de țări.
În 1993, Pacepa a publicat Moștenirea Kremlinului (București, Editura Venus), în care a documentat continuitatea în România a poliției politice de tip comunist. În 1999, el a publicat trilogia Cartea Neagră a Securității (București, editura Omega-Ziua), care a devenit best-seller în România. 
La 7 iulie 1999, Curtea Supremă a României a emis Decizia No. 41/1999 prin care a anulat condamnările la moarte date lui Pacepa, a ordonat repunerea sa în gradul de general și restituirea bunurilor ce i-au fost confiscate de Securitate. Guvernul român, care era încă plin cu foști securiști "trădați" de Pacepa, a refuzat însă să aplice Decizia Curții Supreme. Acest refuz a declanșat o serie de articole publicate în presa occidentală, care au documentat că România nu devenise încă stat de drept. În decembrie 2004, guvernul român i-a reacordat tacit gradul de general.
Pacepa a scris pentru diverse ziare și reviste americane, precum The Wall Street Journal, National Review, The Observer și The Washington Times.
Col.(r) Filip Teodorescu, șeful serviciului de contraspionaj 1985-1989, a declarat la emisiunea Sinteza Zilei a postului de televiziune Antena 3 din data de 8 octombrie 2017, că Ion Mihai Pacepa ar fi deja decedat. 
Pacepa a decedat în data de 14 februarie 2021, în Statele Unite ale Americii, în urma infectării cu COVID-19.
A fost înmormântat în cimitirul militar Arlington din Statele Unite. ,

## Decorații
- Ordinul „Steaua Republicii Populare Romîne” clasa a V-a (21 august 1954) „pentru merite deosebite pe tărîmul construcției de stat, economice, sociale și culturale, cu ocazia celei de a zecea aniversări a eliberării patriei noastre”[12]

## Publicații

### Cărți
- Red Horizons: Chronicles of a Communist Spy Chief, 1987. ISBN 0-89526-570-2
- Red Horizons: the 2nd Book. The True Story of Nicolae and Elena Ceaușescus' Crimes, Lifestyle, and Corruption 1990. ISBN 0-89526-746-2
- The Kremlin Legacy, 1993
- Moștenirea Kremlinului, 1993, (versiunea în limba română a „The Kremlin Legacy”), 528 pagini, Editura Venus, seria Negru pe alb, București 1993, ISBN 973-9024-16-5
- The Black Book of the Securitate, a trilogy, 1999
- Programat să ucidă: Lee Harvey Oswald, KGB-ul și asasinarea lui Kennedy, Ion Mihai Pacepa, Editura Ziua, 2007 [13]
- Disinformation, 2013 [14]
- Orizonturi roșii, (subtitlu: Memoriile unui fost general de securitate), 322 pagini, Editura Universul, New York, 1988
- Orizonturi roșii, 512 pagini, Editura Venus, 1992
- Orizonturi roșii (subtitlu: Crimele, corupția și moștenirea Ceaușeștilor), 512 pagini, Editura Venus, 1992; Ediția a IV-a, Editura Humanitas, Traducere de Horia Gănescu și Aurel Ștefănescu, revăzută, actualizată și completată de autor - Cu o Introducere a autorului din 2019. ISBN: 978-973-50-5736-7

### Articole
- The Arafat I Knew, 2002
- The KGB’s Man (PDF) Arhivat în 17 noiembrie 2006, la Wayback Machine., 2003
- Khaddafi's "Conversion" Arhivat în 17 februarie 2004, la Wayback Machine., 2003
- Ex-spy fingers Russians on WMD, 2003
- From Russia With Terror Arhivat în 17 aprilie 2009, la Stanford Web Archive, 1 martie 2004
- Putin's Duality[nefuncțională]
, 5 august 2005
- Russian Footprints, 24 august 2006
- Tyrants and the Bomb, 17 octombrie 2006
- The Kremlin’s Killing Ways, 28 noiembrie 2006